# Richard Matuszewski
Richard Matuszewski, né le 7 septembre 1964 à Newark, est un joueur de tennis américain.

## Biographie
Fils d'un couple de Polonais immigrés aux États-Unis, il commence le tennis à 10 ans.
Il atteint les 1/8 de finale à Wimbledon en 1993 contre Stefan Edberg (6-7(5), 2-6, 2-6).
Finaliste à Sydney en 1988 sur dur indoor contre Slobodan Živojinović (6-7, 3-6, 4-6).
Il a gagné 2 tournois Challenger en simple (à Guam en 1991 et à Campos do Jordão en 1992) et 4 en double (à Setúbal en 1989, Gramado en 1992, Caracas en 1993 et Campos do Jordão en 1994).
Il a battu 1 joueur du top 10 mondial : Tim Mayotte no 8 en 1/2 finale de Sydney en 1988 (7-6, 6-4).
Au cours de sa carrière il a battu quelques joueurs ex membre du top 10 mondial : Aaron Krickstein (2x), Jonas Björkman, Patrick Rafter, Kevin Curren et Jakob Hlasek.

## Palmarès

### Finale en simple messieurs
| No | Date       | Nom et lieu du tournoi           | Catégorie | Dotation  | Surface    | Vainqueur            | Score         |  |
| -- | ---------- | -------------------------------- | --------- | --------- | ---------- | -------------------- | ------------- |  |
| 1  | 10-10-1988 | Swan Premium Indoor Open, Sydney |           | 372 500 $ | Dur (int.) | Slobodan Živojinović | 7-6, 6-3, 6-4 |  |